# The Tiger's Tail
The Tiger's Tail és una pel·lícula irlandesa del 2006 dirigida per John Boorman. La protagonitzen Brendan Gleeson i Kim Cattrall. Tracta del modern Tigre celta, la moderna economia irlandesa de finals del segle xx.

## Argument
Liam O'Leary (Gleeson) és un reeixit promotor immobiliari a Dublín. Viu en una casa magnífica amb la seva infeliç dona (Cattrall) i un fill rebel. Un dia, la seva vida agradable pren un gir dramàtic. L'ajuntament tomba la seva petició de construir un estadi, en la que té invertits molts diners.

## Repartiment
- Brendan Gleeson com a Liam O'Leary
- Kim Cattrall com a Jane O'Leary
- Ciarán Hinds com a Father Andy
- Sinéad Cusack com a Oona O'Leary
- Sean McGinley com a Declan Murray